# Campanula sidoniensis
Campanula sidoniensis är en klockväxtart som beskrevs av Pierre Edmond Boissier och Emanuel Blanche. Campanula sidoniensis ingår i släktet blåklockor, och familjen klockväxter. Inga underarter finns listade i Catalogue of Life.